# Liste des commanderies templières en Basse-Silésie
Cette liste recense les commanderies et maisons de l'Ordre du Temple qui ont existé en Basse-Silésie (liste non exhaustive).

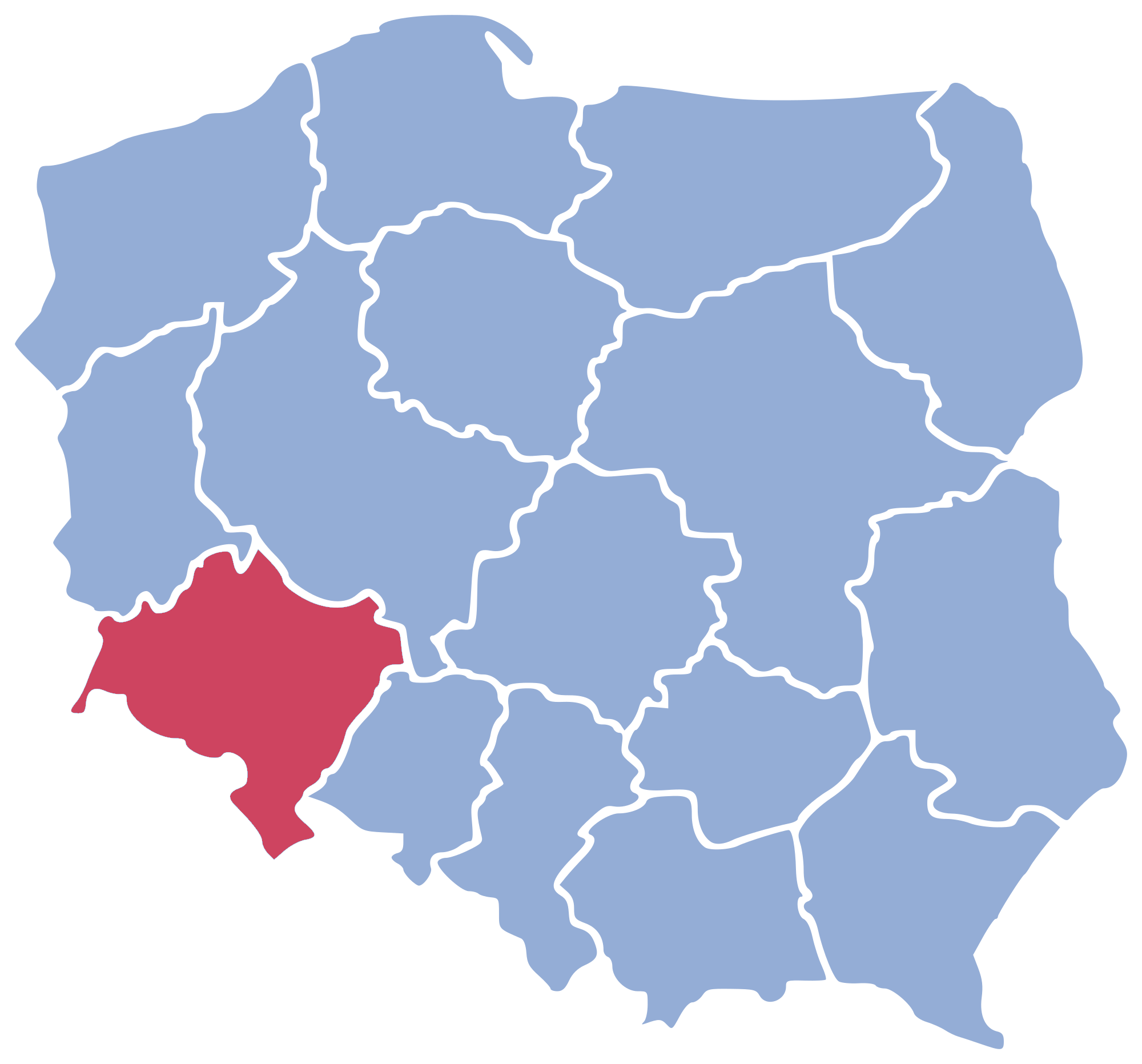
voïvodie de Basse-Silésie en Pologne

## Faits marquants et Histoire

Blason de la Basse-Silésie

Cette partie de la Silésie historique correspond, lorsque les templiers étaient présents, au duché de Wrocław (ex Duché de Silésie) pendant la période dite de « démembrement territorial » du royaume de Pologne (XIIIe siècle).
Ce n'est qu'à partir de 1232 que l'on constate la présence des templiers dans l'actuelle Pologne. Ladislas Odonic, Duc de Grande-Pologne leur ayant octroyé des biens en Poméranie occidentale (Chwarszczany / Quartschen),.
En Basse-Silésie, ils jouèrent un rôle militaire non négligeable aux côtés d'Henri II le Pieux lors de l'invasion mongole, notamment à Legnica (1241/42). Cette bataille causa la perte de six frères, trois chevaliers, deux sergents et cinq cents de leurs hommes comme l'atteste une lettre du maître de la province de France, Pons d'Albon adressée à Louis IX. On y apprend également que le frère Gehrard, alors maître de la province d'Allemagne réunissait des hommes pour s'opposer à l'avancée des mongols,.
Les commanderies de cette région, au même titre que dans le Lubusz et la Poméranie occidentale faisaient partie de la province d'Allemagne.

## Commanderies
| Commanderie ou possession | Ville actuelle (ou à proximité) | Observations                                  |
| ------------------------- | ------------------------------- | --------------------------------------------- |
| Legnica                   | Legnica                         | [ 8 ]                                         |
| Oleśnica                  | Oleśnica                        | Domus Templi de Olesnicz attestée depuis 1251 |
| Oleśnica Mała             | Oleśnica Mała                   | ,                                             |
| Owiesno                   | Owiesno                         | [ 13 ]                                        |